# Friedrich von Esmarch
Johannes Friedrich August von Esmarch (ur. 9 stycznia 1823 w Tönning, zm. 23 lutego 1908 w Kilonii) – niemiecki lekarz, chirurg. W 1854 został profesorem Uniwersytetu w Kolonii. Jeden z współtwórców nowoczesnej chirurgii wojennej w tym okresie. W leczeniu stosował antyseptykę i aseptykę. W 1873 roku zastosował jako pierwszy opaskę na tętnicę. Umożliwił tym sposobem przeprowadzanie mniej krwawych amputacji kończyn, a także powstrzymywanie krwawienia przy zabiegach.

## Wybrane prace
- Der erste Verband auf dem Schlachtfelde. Kiel, 1869
- Handbuch der kriegschirurgischen Technik. Hannover, 1877
- Verbandplatz und Feldlazareth: Vorlesungen für angehende Militairärzte. 1868
- Die erste Hülfe bei plötzlichen Unglücksfällen. Ein Leitfaden für Samariter-Schulen in fünf Vorträgen. Leipzig, 1882
- Die Axen und Ebenen des Körpers, 1882
- Die antiseptische Wundbehandlung in der Kriegschirurgie, 1876
- Zur Resection des Schultergelenkes, 1877
- Operationen an Brust, Bauch und Becken, 1899
- Operationen an Kopf und Hals, 1899
- Zur Belehrung über das Sitzen der Schulkinder, 1884
- Schema zu Physiologie der Harnentleerung, 1884